# 2 Armia (Wielka Brytania)
2 Armia (ang. Second Army) – brytyjska armia polowa działająca podczas I i II wojny światowej. Podczas Wielkiej Wojny armia działała na froncie zachodnim, a później we Włoszech. Podczas kolejnej wojny 2 Armia stanowiła główny wkład Brytyjczyków w walki w Europie Północno-Zachodniej od lądowania w Normandii 6 czerwca 1944 do kapitulacji Niemiec.

## I wojna światowa
2 Armia była częścią British Army utworzonej 26 grudnia 1914, kiedy Brytyjskie Siły Ekspedycyjne zostały podzielone na dwie części, ponieważ stały się zbyt duże, aby kontrolować podległe im formacje. 2 Armia obejmowała zarówno III Korpus, jak i IV Korpus. Spędziła większość wojny w pobliżu Ypres, ale pomiędzy listopadem 1917 a marcem 1918 została przeniesiona do Włoch w ramach Włoskich Sił Ekspedycyjnych.
W 1919 tradycja 2 Armii była kontynuowana jako Brytyjska Armia Renu.

### Dowódcy
- 1914–1915 – Horace Smith-Dorrien
- 1915–1917 – Herbert Plumer
- 1917–1918 – Henry Rawlinson
- 1918 – Herbert Plumer

## II wojna światowa

### Francja, 1944
Podczas II wojny światowej formacja wchodziła w skład 21 Grupy Armii. Dwie formacje, I Korpus (zawierający również jednostki kanadyjskie) i XXX Korpus wzięły udział w desancie na plażach Normandii 6 czerwca 1944, a pozostałe jednostki wylądowały we Francji w pozostałej części kampanii normandzkiej. VIII Korpus wszedł do linii pod koniec czerwca; w szczególności w związku z uruchomieniem operacji Epsom. Głównym brytyjskim celem na początkowych etapach kampanii było zdobycie francuskiego miasta Caen. Jednak z powodu różnych czynników miasto zostało zdobyte dopiero w połowie lipca podczas operacji Atlantic prowadzonej przez wojska kanadyjskie pod dowództwem 2 Armii.
Do końca lipca siły amerykańskie wydostały się z Normandii. Gdy posuwali się na wschód, niemiecka 7 Armia została wzięta w kleszcze przez amerykańską 1 Armię oraz brytyjską 2 Armię i w ten sposób uwięziona i zniszczona w kotle Falaise. 2 Armia rozpoczęła następnie szybki marsz przez Francję równolegle z Amerykanami po prawej stronie i Kanadyjczykami po lewej. W międzyczasie I Korpus został przeniesiony spod kontroli 2 Armii i przydzielony do 1 Armii Kanadyjskiej. Z powodu ciężkich strat poniesionych przez 2 Armię podczas kampanii w Normandii 59 Dywizja Piechoty (Staffordshire) została rozwiązana w sierpniu 1944, a jej żołnierze rozesłani po pozostałych dywizjach jako uzupełnienia.

### Belgia i Holandia 1944–1945
2 Armia szybko wkroczyła do Belgii i wyzwoliła znaczną część kraju. Jej zdobycze obejmowały stolicę kraju, Brukseli i portowe miasto Antwerpię.
Najważniejszą operacją 2 Armii w 1944, oprócz operacji Overlord, była operacja Market Garden. Zrzucono podczas niej dywizje amerykańskie (82 i 101), brytyjską (1) i polską brygadę (1 Samodzielna Brygada Spadochronowa), aby przechwycić mosty nad kilkoma rzekami na wschodzie Holandii i umożliwić XXX Korpusowi 2 Armii przekroczenie Renu oraz szybkie wkroczenie do Niemiec, uwalniając po drodze oddziały powietrznodesantowe. Jednak XXX Korpus musiał przejść tylko po jeden drodze, co zrodziło ogromne trudności logistyczne w połączeniu z niemieckimi kontratakami i operacja zakończyła się niepowodzeniem, powodując rozbicie 1 Dywizji Powietrznodesantowej podczas bitwy o Arnhem.
Druga armia spędziła resztę 1944, wykorzystując wyłom w liniach niemieckich, którą utworzył się podczas operacji Market Garden, aby posunąć się naprzód nad rzekami Ren i Moza w Holandii. Ostatnia część tej kampanii miała miejsce w połowie stycznia 1945 r. wraz z usunięciem Trójkąta Roermonda (operacja Blackcock) przez XII i VIII Korpus. Umożliwiło to ukończenie ofensywy w kierunku rzeki Roer.
W lutym 1945 roku 2 Armia weszła w fazę działań opóźniających. Podczas gdy przyparł do siebie siły niemieckie, kanadyjska 1 Armia i amerykańska 9 Armia wykonały manewr okrążający z północy i południa (Operacje Veretable i Granade), które przebiły linię Zygfryda w tym obszarze i pokonały pozostałe siły niemieckie na zachód od Renu w połączeniu z dalszymi ofensywami amerykańskimi na południu Nadrenii.

### Niemcy, 1945
2 Armia przekroczyła Ren 23 marca w ramach operacji Plunder. Następnie skierowała się przez Nieziną Północnoniemiecką w kierunku Osnabrück, z 1 Armią Kanadyjską po lewej stronie, aby oczyścić północną Holandię i obszar Dolnej Saksonii na zachód od Oldenburga. 9 Armia po prawej stronie skręciła na południowy wschód w stronę Lippstadt, aby okrążyć niemiecką Grupę Armii B gen. Walthera Modela w ogromnym kotle w Zagłębiu Ruhry. Po tym zwycięstwie brytyjskiej 2 Armii w zasadzie ostatnia zorganizowana siła niemiecka na froncie zachodnim została pokonana.
2 Armia dotarła do Wezery 4 kwietnia, przeszła przez Łabę w ramach kampanii zachodnioniemieckiej 19 kwietnia, a do brzegu Morza Bałtyckiego w Lubece dotarła 2 maja. 3 maja skapitulował przed nią Hamburg. Do 7 maja 2 Armia połączyła się z siłami sowieckimi. Dzień później II wojna światowa w Europie dobiegła końca.

### Dowódcy armii
- lipiec 1943 – styczeń 1944 – Kenneth Anderson[3]
- styczeń 1944 – sierpień 1945 – Miles Dempsey[3]